# 職用車
職用車（しょくようしゃ）は、日本国有鉄道・JRで、営業用ではなく自社内の業務用（事業用）に使用される鉄道車両で、救援車や配給車など他に分類されない車種の総称。電車、気動車、客車、貨車のいずれにも存在し、車種記号は「ヤ」（役所のヤ。もしくは「やくにん」のヤ）で表される。

## 解説
事業用用途の車両がまとめられたグループのため、当時の国鉄の体制などもあり、多くの用途の車両が存在した。
狭義の職用車は車種記号「ヤ」の車両のうち、試験車、工事車、教習車、保健車、広報車以外のものを指すが、ここでは車種記号「ヤ」で表されるもの全般について記載する。
- 牽引車 - 単独で自走できない車両を牽引するための車両。固定編成の電車では、工場への検査入場などで車両単位に切り離した場合そのままでは自走できないため、牽引車が必要となる。
- 職員輸送車 - 最寄駅から離れた車両基地や貨物駅などに職員を輸送するための車両。営業用車両で代用されることも多い。
- 試作車 - 高速、走行性能など。
- 電源車 - ブルートレインに客室用の電力を供給する車両のうち、荷物車やロビーカー・ラウンジカーなどと兼用でないもの。定期運用を持ち営業用の列車に連結される職用車として特筆すべき存在であった。現在はJR東日本E26系客車の予備電源車、「カヤ27-501」のみが在籍する。
- 試験車 - 軌道設備の各種測定車
- 建築限界測定車 - 建築限界を測定する車両
- 工事車 - 各種の工事などに用いられる車両。
  - 客車ではへき地などに長期間滞在する場合の職員の宿泊に用いられた。寝台や食堂まで備えていた。
  - 貨車では線路及び施設の新設・改修に関わる車両を指し、「バラスト交換工事用」「貨物ヤードリニアモーター敷設用」「ロングレール輸送用」「電化工事用」「除草剤散布用」「信号機器輸送用」が存在した。鉄道連絡船が石炭炊きだった当時は船内積込みに使用する「石炭輸送用」が加わっていた。
- 教習車・訓練車 - 車両の構造や動作部分を車内設置または一部露出させて仕組みを見せ、教育や訓練を行う。一般車両も使用されることがある[3][4][5]。
- 保健車 - 各地を巡回し、職員に対する健康診断や診察を行う車両で、検診用の各種設備を備える。1970年代まで北海道や東北・山陰などの地方で使用された。
- 広報車 - 鉄道事業PR活動用の車両。鉄道開業80周年の際にナハ13500の内部を改装したホヤ16800が短期間存在したのみ。なお職用車扱いではないが、ポンパ号やサイエンストレイン、アメリカントレインなどの類似車両がある。

## 職用車に使用される車両

### 職員輸送車
- 国鉄オヤ30形客車
- 国鉄スヤ37形客車
- 国鉄オヤ35形客車 (10番台)
- クモハ32形

### 工事車
- 国鉄スヤ39形客車 (0番台)
- 国鉄オヤ27形客車
- 国鉄スヤ39形客車 (10番台)
- 国鉄オヤ41形客車
- 国鉄オヤ10形客車
- 国鉄スヤ33形客車
- JR東海キヤ97系気動車・キヤE195系・JR四国9000系(レール運搬車)[6][7][8][9]
- JR東日本GV-E197系気動車(バラスト運搬車)[10]

### 教習車・訓練車
- 新幹線0系電車[11]
- 国鉄クモヤ92形電車
- 国鉄クヤ153形電車
- 国鉄クヤ165形電車
- 国鉄スヤ9960型・オヤ9970（後のオヤ9840）型客車（「或る列車」で知られる九州鉄道ブリル客車を改造したもの）
- 国鉄オヤ33形客車 (3代・2000番台・50番台(51))
- 国鉄マヤ43形客車
- 国鉄14系客車

- JR東日本モヤ102形電車
- JR東日本モヤ113形電車
- JR東日本モヤ115形・モヤ114形・クモヤ115形・クモヤ114形電車
- JR東日本クヤ455形電車
- JR東日本モヤ484形電車
- JR東日本キヤ28形気動車
- JR東日本209系[12]
- JR東日本719系[12]
- 国鉄143系[12]

### その他
- 国鉄オヤ35形客車 (0番台)（補機連結用控車）

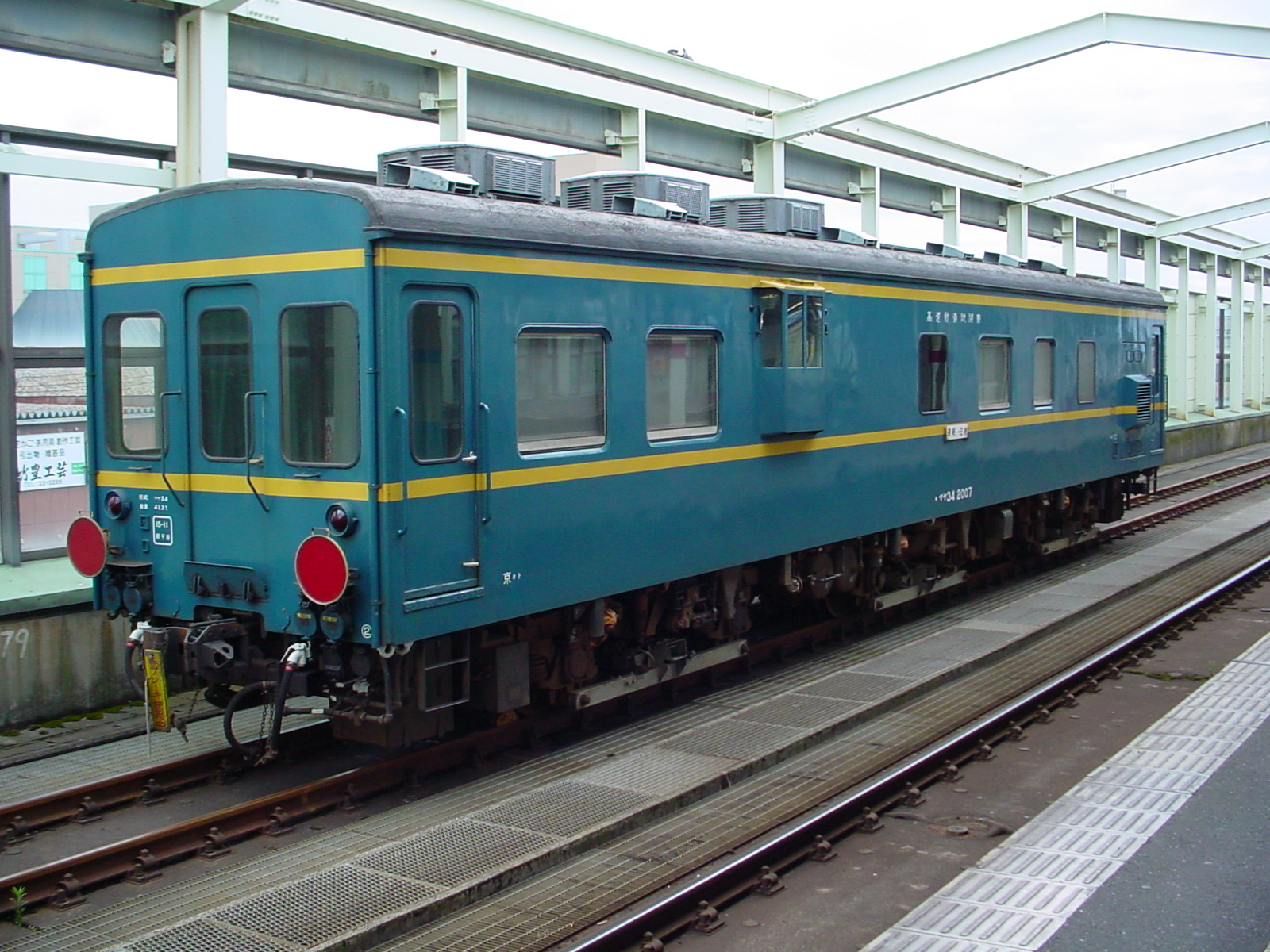
職用車に分類されるマヤ34形（2006年7月 鳥取駅）